# Madīnat Aswān al-Jadīdah
Madīnat Aswān al-Jadīdah es un distrito de la gobernación de Asuán, Egipto. En julio de 2017 tenía una población estimada de 96 habitantes.
Se encuentra ubicado al sur del país, cerca de la presa de Asuán.